# Tampere Cup
Tampere Cup är en årlig ishockeyturnering i Finland. USA:s herrlandslag i ishockey har deltagit i turneringen två gånger och Kanadas herrlandslag i ishockey har deltagit en gång. Djurgården Hockey, Dinamo Riga, HIFK och Esbo Blues är några av lagen som har vunnit turneringen två gånger, medan Metallurg Magnitogorsk har vunnit tre gånger och Tappara, som är grundare har vunnit 4 gånger. 

## Vinnare
| År   | Vinnare                 | Tvåa                   | Trea           |
| ---- | ----------------------- | ---------------------- | -------------- |
| 1989 | Sokol Kiev              | Tappara                | Ilves Tampere  |
| 1990 | Djurgårdens IF          | Luleå HF               | Krylja Sovetov |
| 1991 | HC Dynamo Moscow        | USA                    | Kanada         |
| 1992 | HC Dynamo Moscow        | Luleå HF               | Frölunda HC    |
| 1993 | USA                     | Luleå HF               | Ilves Tampere  |
| 1994 | HIFK Hockey             | Tappara                | Frölunda HC    |
| 1995 | Luleå HF                | USA                    | HK CSKA Moskva |
| 1996 | Tappara                 | Kölner Haie            | Petra Vsetín   |
| 1997 | TPS Turku               | Kölner Haie            | Tappara        |
| 1998 | HV71                    | HC Davos               | Jokerit        |
| 1999 | Tappara                 | Ilves Tampere          | HIFK Hockey    |
| 2000 | Djurgårdens IF          | HC Košice              | EHC Kloten     |
| 2001 | Blues                   | HC Košice              | Tappara        |
| 2002 | Neftekhimik Nizhnekamsk | Tappara                | HV71           |
| 2003 | Oulun Kärpät            | Ilves Tampere          | HV71           |
| 2004 | Lions                   | Oulun Kärpät           | Linköpings HC  |
| 2005 | Metallurg Magnitogorsk  | Blues                  | Lions          |
| 2006 | Metallurg Magnitogorsk  | Tappara                | Brynäs         |
| 2007 | Blues                   | Metallurg Magnitogorsk | Tappara        |
| 2008 | Metallurg Magnitogorsk  | Ilves Tampere          | Blues          |
| 2023 | Timrå IK                | Ilves Tampere          | Tappara        |
| 2024 | HC Davos                | Ilves Tampere          | Tappara        |